# Bülent Ecevit
Bülent Ecevit (Konstantinápoly, 1925. május 28. – Ankara, 2006. november 5.) török író, újságíró, politikus, Törökország miniszterelnöke 1974-ben, 1977-ben, 1978–79 és 1999–2002 között.

## Élete
Az isztambuli Robert College növendéke volt, majd 1946 és 1950 között Londonban dolgozott az ottani török nagykövetségen. Édesapja a Köztársasági Néppárt (CHP) képviselője volt a török parlamentben. Amikor Ecevit hazatért Ankarába, a CHP-hez közel álló Halkçi és Ulus napilapokba írt. 1957-ben és 1961-ben Ankarát,  1965-ben és 1969-ben Zonguldakot képviselve választották meg a CHP színeiben parlamenti képviselőnek. 1972-ben a CHP elnöke lett, 1974-ben pedig egy rövid időre miniszterelnök. Ekkor amnesztiát hirdetett, illetve ő adott parancsot a török hadsereg ciprusi partra szállásához. Miután a parlament bizalmát elvesztette, Süleyman Demirel követte őt a miniszterelnöki székben.
1977-ben egy hónapig, majd 1978 és 1979 között ismét miniszterelnök lehetett, ám a kormánya gazdaságpolitikája miatt ismét megbukott. Mesut Yılmaz elnöksége idején miniszterelnök-helyettesként tevékenykedett, és amikor Yılmaznak korrupciós botrányai miatt távoznia kellett, Ecevit újra kormányt alakíthatott 1999-ben. A 17 000 áldozatot követelő izmiti földrengés után számos kritikát kapott a tehetetlensége miatt, a gazdaság is tovább hanyatlott. Ecevit más döntései is erős ellenállásba ütköztek, így például a halálbüntetés eltörlése vagy a kurdok jogainak bővítése. Ecevit nem volt hajlandó lemondani, így a parlament előrehozott választások mellett döntött, és 2002-ben Ecevit pártja elvesztette az új választásokat az AKP-val szemben.

## Művei
- Ortanın Solu (Középtől balra), 1966
- Bu Düzen Değişmelidir (Ezt a rendszert meg kell változtatni), 1968
- Atatürk ve Devrimcilik (Atatürk és a forradalmiság), 1970
- Demokratik Sol (Demokrata Baloldal), 1974
- İşçi-Köylü Elele (Munkások és parasztok kéz a kézben), 1976
- Bir Şeyler Olacak Yarın (Holnap valami történni fog), verseskötet, 2005